# Route nationale 662
Pour les articles homonymes, voir Route 662.
La route nationale 662 ou RN 662 était une route nationale française reliant Vers à Figeac et Capdenac à Marcillac-Vallon. À la suite de la réforme de 1972, le tronçon de Vers à Figeac a été déclassé en RD 662, celui de Capdenac à Saint-Christophe-Vallon a été renommé RN 140 pour finalement être déclassé en RD 840 en 2006 et celui de Saint-Christophe-Vallon à Marcillac-Vallon a été déclassé en RD 962.

## Ancien tracé de Vers à Marcillac-Vallon (D 662, D 840 & D 962)

### Ancien tracé de Vers à Figeac (D 662)
- Vers D 662
- Saint-Géry
- Conduché, (commune de Bouziès)
- Tour-de-Faure
- Saint-Martin-Labouval
- Larnagol
- Cajarc
- Cadrieu
- Montbrun
- Larroque-Toirac
- Saint-Pierre-Toirac
- Frontenac
- Faycelles
- Figeac D 662

La RN 662 faisait tronc commun avec la RN 594 pour rejoindre Capdenac.

### Ancien tracé de Capdenac à Marcillac-Vallon (D 840 et D 962)
- Capdenac D 840
- Bouillac
- Decazeville
- Firmi D 840
- Saint-Christophe-Vallon D 962
- Marcillac-Vallon D 962